# Chrysotus mediocaudatus
Chrysotus mediocaudatus är en tvåvingeart som beskrevs av Robinson 1975. Chrysotus mediocaudatus ingår i släktet Chrysotus och familjen styltflugor.
Artens utbredningsområde är Dominica. Inga underarter finns listade i Catalogue of Life.